# Gottlieb von Jagow
Gottlieb von Jagow (Berlino, 22 giugno 1863 – Berlino, 1º gennaio 1935) è stato un politico tedesco.
Fu ministro degli Esteri della Germania dal 1913 al 1916.

## Biografia
Proveniente da un'antica e nobile famiglia tedesca, Von Jagow intraprese la carriera diplomatica. Fu ambasciatore fra il 1907 e il 1909 in Lussemburgo e fra il 1909 e il 1913 in Italia. Nel 1913 il kaiser Guglielmo II lo nominò ministro degli Esteri.
Nella crisi di luglio del 1914, si convinse che la guerra austro-serba sarebbe rimasta localizzata e che la Russia non fosse ancora pronta per una guerra continentale. Le sue speranze, però, vennero presto vanificate dallo scoppio della prima guerra mondiale. Dopo la guerra, Jagow attribuì la sconfitta della Germania principalmente a "... questo dannato sistema di alleanze".
Secondo lo storico dell'America latina Friedrich Katz (1927-2010), Gottlieb von Jagow fu il principale sostenitore di un piano che avrebbe dovuto provocare una guerra fra Stati Uniti e Messico. Al tempo della Rivoluzione messicana egli infatti si adoperò per creare delle tensioni tra i due paesi. Come risultato, Jagow si aspettò, invano, la neutralità degli Stati Uniti nella prima guerra mondiale a causa del loro coinvolgimento in una guerra contro il Messico che non scoppiò.
Con la disastrosa conclusione della guerra per la Germania nel novembre del 1918 e la rovinosa caduta di Guglielmo II, von Jagow pubblicò le sue memorie l'anno successivo col titolo di Ursachen und Ausbruch des Weltkrieg ("Cause e inizio della Guerra Mondiale"). Si ritirò definitivamente dalla vita pubblica e morì nel 1935.

## Opere
- Ursachen und Ausbruch des Weltkrieg, Berlino, 1919